# Neuenkirchen (bei Greifswald)
Neuenkirchen település Németországban, Mecklenburg-Elő-Pomeránia tartományban. Lakosainak száma 2406 fő (2023. december 31.).

## Népesség
A település népességének változása:
| Lakosok száma | 2306 | 2370 | 2422 | 2409 | 2418 | 2406 |
|               | 2015 | 2017 | 2019 | 2021 | 2022 | 2023 |